# Throw Ya Gunz
«Throw Ya Gunz» — первый сингл американской хардкор-рэп-группы Onyx из их дебютного студийного альбома Bacdafucup, выпущенный 27 ноября 1992 года на лейбле JMJ Records, Rush Associated Labels и Chaos Recordings.
Песня символизирует собой ямайскую традицию стрельбы из пистолета в воздух как проявление уважения к людям с микрофоном. Спродюсированный Chylow Parker, сингл «Throw Ya Gunz» был успешным и попал в 4 чарта американского журнала Billboard, в том числе дебютировал на 1 месте в чарте Hot Rap Singles, где продержался на этом месте в течение двух недель. Также сингл стал успешным и в Великобритании, где он достиг 34 места в чарте UK Top 40 в 1993 году.
Песня была использована в качестве промо для 18 сезона американского анимационного ситкома South Park. Песня была засемплирована более чем 50 рэп-артистами, включая Jeru The Damaja, The Notorious B.I.G., Eminem, Vinnie Paz и A$AP Mob. Песня «Throw Ya Gunz» появилась в 1993 году в удостоенной наградой драме Фореста Уитакера Strapped, и в видеоигре Def Jam Vendetta 2003 года.

## Оригинальная версия
Оригинальная версия песни не была включена ни на один из студийных альбомов Onyx. Она была записана с участием малоизвестного нью-йоркского рэпера Tek-9 и была названа «Wake Up Dead, Nigga». Оригинальная версия также имеет две демо-версии: на первой Tek-9 исполнил первый куплет, а на второй — только припев на Ямайском языке.
Песня была записана в студии легендарного театра Apollo в Гарлеме, где также были записаны ещё семь других песен из альбома «Bacdafucup».

## Лирическое содержание и сообщение
Песня символизирует собой ямайскую традицию стрельбы из пистолета в воздух как проявление уважения к людям с микрофоном. A&R-директор лейблов Def Jam/Rush Associated Labels, Трейси Вейплз, сказала, «Фраза не о насилии, это способ приветствовать хип-хоп» (из журнала Billboard, 15 мая 1993 года).
В 1995 году в интервью на передаче Teen Summit, выходившей в эфир на телеканале BET, Sticky Fingaz объяснил смысл этой песни: «Throw Ya Gunz — это приветствие хип-хопу. Как в армии. Потому что снаружи идёт война. Поэтому мы представляем собой армию. Мы делаем залп из 21 оружия для всех людей, которые мертвы. Речь идёт не о насилии. Я не говорю, доставайте ваши оружия и стреляйте в ближайшего брата, я говорю, поднимите ваши оружия в воздух. Они считают, что оружие — это инструмент насилия, а это не так. Оружие не убивает людей! Люди убивают людей!»
Несмотря на то, что песня мрачная, музыка основана на джазе. Основа песни — часто используемая в качестве сэмпла песня Боба Джеймса, не говоря уже о частых звуках горна. Но альбом перевернёт этот джазовое звучание с ног на голову.

## Радио
В ноябре 1992 года сингл был доставлен на радио, и, хотя его ставили в эфире, программные директора «жаловались» на профанацию и насилие в лирике. Джули Гринвальд, помощник Лиора Коэна, помнит то время: 
«…Никто не хотел ставить это видео, зато все места, в которых его ставили, были такими реактивными и мощными. Но мы обошли всех цензоров с помощью выпуска сингла на виниле и с помощью видео, которое транслировали в местных видео салонах, и мы получили такую важную на тот момент положительную реакцию, и мы знали, что мы создаём что-то очень крутое.»
Хип-хоп-редактор Дарт Адамс написал статью об Onyx, где он вспомнил первое появление песни в радио ротации: «Throw Ya Gunz распространялся как лесной пожар на радиоволнах, начиная с рэп-шоу в колледжах, продолжая появлением на микстейпах и заканчивая постоянной ротацией на главных радиостанциях. Видеоклип прошёл путь, начиная с появления на Rap City, и заканчивая появлением почти на всех видеошоу на телеканале BET, за исключением Video Soul. По мере того, как песня становилась более популярной, обратная реакция произошла, когда песня, наконец, был выпущена в продажу в конце ноября 1992 года. Из-за давления со стороны родительских комитетов и других групп, ещё не оправившихся от недавних бунтов в Лос-Анджелесе после избиения Родни Кинга, которые произошли прошлой весной, канал BET решил 'размыть' кадры с изображением оружия в клипе Throw Ya Gunz.»
Funkmaster Flex был одним из первых диджеев, которые ставили «Throw Ya Gunz» в радио эфир. Он ставил песню в своём шоу Friday Night Street Jam на радио Hot 97. Специально для этого шоу группа Onyx записала промо-джингл.
Песня также играла в шоу The Stretch Armstrong & Bobbito Show до того, как сингл был официально выпущен.
WPGC-FM (95.5), самая популярная радиостанция в Вашингтоне, отказалась от сингла Onyx «Throw Ya Guns in the Air» и больше не играет песни, которые могли бы быть истолкованы как пропаганда насилия.

## Музыкальное видео
Музыкальное видео было режиссёрским дебютом Дайан Мартел, и было выбрано Method Man и Redman как их любимое рэп-видео за всё время. Видео было снято в районе Джамейка в Куинсе, Нью-Йорк. Расселл Симмонс является первым в рэпе владельцем лейбла, который снялся в видеоклипе своего артиста. В клипе использовалось настоящее оружие, которого принёс на съёмки Jam Master Jay: Tec-9, Mac-10 и другое оружие. Музыкальное видео начинается с группы людей, бегущих на пляже. Группа Onyx выступает на пляже и в затемнённой комнате. Большая группа людей танцует под песню.
Sticky Fingaz придумал идею использовать плексиглас во время съёмок видео. Премьера видеоклипа состоялась на кабельном телеканале The Box в декабре 1992 года.

В 1993 году, в интервью журналу Hip-Hop Connection, Sonny Seeza рассказал, как сложно было сниматься в этом видео:
«…Когда мы снимали видео для Throw Ya Gunz, это была настоящая холодная ночь в Нью-Йорке: около 30 градусов по Фаренгейту, но люди всё равно пришли, чтобы сняться в клипе. Под конец ночи было ужасно холодно, поэтому мы все просто начали слэмиться. Это превратилось в один большой слэм — мы создали адреналин, тепло и любовь. Вот почему следующая песня, которую мы выпустили, была Slam.»
Видео можно найти на DVD-диске Onyx: 15 лет видео, истории и насилия 2008 года и на DVD-диске Def Jam 25: VJ Bring That Video Back лейбла Def Jam 2009 года.

## Исполнение песни на телевидении
25 апреля 1994 года группа Onyx была номинирована на пять наград на 1-й ежегодной церемонии Source Awards в театре Paramount Theatre в спортивном комплексе Мэдисон-сквер-гарден, но группа вышла из здания без ничего. Поэтому во время исполнения песни «Throw Ya Gunz» Sticky Fingaz несколько раз выстрелил в воздух из пистолета боевыми патронами. Сразу после этого выступления охранники этой церемонии накинулись на Стики и хотели отнять пистолет, но они ничего у него не нашли. Хоть это и не показали по телевидению, но инцидент был заснят съёмочными группами телепередач Yo! MTV Raps и Video Explosion, и был показан ими по телевидению.
Группа Onyx исполнила песню живьём на британском ТВ-шоу The Word. Выступление было показано в эфире 19 ноября 1993 года.
Песня была исполнена живьём группой Onyx на концерте Yo! MTV Raps: 30th Anniversary Experience в Бруклинском Барклайс-центре 1 июня 2018 года. MTV транслировал концерт на своём веб-сайте, и в социальных сетях Facebook, Twitter и YouTube.

## Наследие
Фредро Старр знал, что песня будет успешной:
«…С тем битом на треке Throw Ya Gunz, я знал, что это будет серьёзная запись. Я знал, что это будет большим, гимном хип-хопа, потому что это было то, ради чего мы сделали его. Мы распланировали его. Это было для улиц, это было энергично, и это было мрачно. Тот сингл получил золотой статус, таким образом, Def Jam был очень доволен этим.»
В 1993 году, в интервью для телекомпании NBC в репортаже о гангста-рэпе, Расселл Симмонс процитировал строчки Стики Фингаза из «Throw Ya Gunz»: «Множество сегодняшних гангста-рэп-записей содержит много голосов людей, у которых не было этого права голоса раньше. Sticky Fingaz однажды сказал: 'Я ненавижу вас, и я надеюсь, что вы сдохните / Меня зовут Sticky Fingaz и моя жизнь — это ложь'. Я хочу, чтобы вы почувствовали это в своей груди. Я хочу, чтобы вы поняли, что он представитель 3 поколения родом из гетто, где часто умирают люди. Может быть если бы у них была работа, они бы не были такими злыми. Но в то же время они могут вас и ограбить, это реальность. Это реальность, в которой живут белые американцы. Это реальность, которую дети только начинают понимать.»
В 2010 году Fat Joe рассказал историю о том, как он впервые услышал песню Onyx «Throw Ya Gunz» в клубе Club 2000 в Гарлеме в Нью-Йорке, сказав: «Это было одно из самых классических хип-хоп-событий, на которых я когда-либо был».

Песня была использована в качестве промо для 18 сезона американского анимационного ситкома South Park. Креативный директор Роберт Сосин рассказал, почему он выбрал эту песню:
«…Для кампании South Park в 2014 году нам хотелось чёткое простенькое сообщение, чтобы заставить людей говорить об этом и визуальную тему, которая могла бы объединить креатив во многих платформах. Сообщение, которое я придумал, было HEADS UP, и изображением были знаменитые головы из South Park. Для этого промо мы использовали 298 различных голов из South Park и лицензионный трек Onyx „Throw Ya Gunz“.»
Песня была засемплирована более чем 50 рэп-артистами, включая Jeru The Damaja, The Notorious B.I.G., Eminem, Vinnie Paz и A$AP Mob.
Песня «Throw Ya Gunz» появилась в 1993 году в удостоенной наградой драме Фореста Уитакера Strapped, и в видеоигре Def Jam Vendetta 2003 года.

## Публикации в изданиях
В 1999 году редакторы журнала Ego Trip оценили песню в своём списке 40 величайших хип-хоп-синглов 1993 года в книге Ego Trip’s Book of Rap Lists.
В 2003 году журнал The Source разместил песню в своём списке 151 лучшая рэп-песня всех времён. В 2008 году редакторы журнала Time Out поместили песню в свою книгу 1000 песен, которые изменят вашу жизнь.
В 2010 году Роберт Димери включил песню в свою книгу 1001 песня, которую вы должны услышать, прежде чем умереть: и 10,001, которую вы должны скачать. В 2010 году журнал Complex поместил видео на песню в их список Самые большие арсеналы в рэп-видео.
В 2011 году журнал XXL поместил песню в свой список 250 лучших рэп-песен 90-х.
В 2016 году журнал XXL поместил песню в свой список 50 жестоких текстов рэп-песен, которые заставят вас взбодриться.
- Информация о похвалах, приписываемых «Throw Ya Gunz», адаптирована из Acclaimed Music.[28]

| Издание       | Страна | Похвала                                                                                         | Год  | Позиция |
| ------------- | ------ | ----------------------------------------------------------------------------------------------- | ---- | ------- |
| Ego Trip      | США    | 40 величайших хип-хоп-синглов 1993 года                                                         | 1999 | 8       |
| The Source    | США    | 151 лучшая рэп-песня всех времён                                                                | 2003 | 144     |
| Time Out      | США    | 1000 песен, которые изменят вашу жизнь                                                          | 2008 | *       |
| Robert Dimery | США    | 1001 песня, которую вы должны услышать, прежде чем умереть: и 10,001, которую вы должны скачать | 2010 | *       |
| Complex       | США    | Самые большие арсеналы в рэп-видео                                                              | 2010 | *       |
| XXL           | США    | 250 лучших рэп-песен 90-х                                                                       | 2011 | 51      |
| XXL           | США    | 50 жестоких текстов рэп-песен, которые заставят вас взбодриться                                 | 2016 | *       |

## Список композиций

### Сторона А
1. «Throw Ya Gunz» (Radio Version) — 3:17
2. «Throw Ya Gunz» (LP Version) — 3:14
3. «Throw Ya Gunz» (Instrumental) — 3:17

### Сторона Б
1. «Blac Vagina Finda» (LP Version) — 3:13
2. «Blac Vagina Finda» (Instrumental) — 3:10

## Семплы
- Bob James — «Nautilus» (1974) [Multiple Elements]
- James Brown — «Escape-Ism» (1971) [Hook / Riff]
- The Skull Snaps — «It’s A New Day» (1973) [Drums]
- Esther Williams — «Last Night Changed It All (I Really Had a Ball)» (1976) [Drums]
- Onyx — «Ah, and We Do It Like This» (1990) [Vocals / Lyrics]

## Участники записи
- Оникс — исполнитель, вокал
- Фредро Старр — исполнитель, вокал
- Стики Фингаз — исполнитель, вокал
- Суаве — исполнитель, вокал
- Биг Ди эС — исполнитель, вокал
- Джейсон Майзелл — исполнительный продюсер, продюсер («Blac Vagina Finda»)
- Рэнди Аллен — исполнительный продюсер
- Шайлоу Паркер — продюсер
- Тони Доузи — мастеринг
- Трой Хайтауэр — инженер
- Норман Буллард — ассистент инженера

## Чарты

### Еженедельные чарты
| Чарт (1993)                                    | Высшая позиция |
| ---------------------------------------------- | -------------- |
| Billboard Hot 100                              | 81             |
| Hot R&B/Hip-Hop Singles & Tracks (Billboard)   | 61             |
| Hot Rap Singles (Billboard)                    | 1              |
| Hot Dance Music/Maxi-Singles Sales (Billboard) | 24             |
| Radio Rap Singles (Gavin Report)               | 11             |
| Gavin Rap Retail Singles (Gavin Report)        | 4              |
| Top 30 Rap Singles (Cashbox)                   | 2              |
| UK Top 40                                      | 34             |
| European Hot 100 Singles (Music & Media)       | 79             |
| UK Singles (Official Charts Company)           | 196            |